# Pomnik Rewolucji w Meksyku
Pomnik Rewolucji (hiszp. Monumento a la Revolución) – monument w Meksyku upamiętniający rewolucję meksykańską. W filarach pomnika mieszczą się mauzolea. Został odsłonięty w 1938. W 1970 z powodu złego stanu technicznego jedynej windy obiekt został zamknięty do zwiedzania. Ponownie został oddany do użytku w 2010.